# Серёгин, Владимир Сергеевич
Влади́мир Серге́евич Серёгин (7 июля 1922, Москва — 27 марта 1968, Киржачский район, Владимирская область) — военный лётчик-испытатель 1 класса, инженер-полковник,  Герой Советского Союза. Погиб в авиакатастрофе вместе с Ю. А. Гагариным.

## Биография
Родился 7 июля 1922 года в Москве в семье служащего Московского почтамта.
После окончания средней школы в 1940 году  добровольцем ушел служить в Красную Армию.
В 1943 году закончил Тамбовскую военную авиационную школу пилотов и был отправлен на фронт.
Участник Великой Отечественной войны, лётчик штурмовой авиации, воевал в составе войск 17 воздушной армии,  летал на низковысотном Ил-2. Выполнял боевые задания при освобождении Австрии, Болгарии, Венгрии, Румынии, Югославии. Совершил 140 вылетов боевого значения со штурмом вражеских войск, 50 разведывательных вылетов с фотографированием объектов противника. Им было проведено 19 воздушных боёв. За образцовое выполнение боевых заданий  19 июня 1945 года удостоен звания Героя Советского Союза.
Член ВКП(б)/КПСС с 1945 года.
После окончания войны Владимир Серёгин остался служить в ВВС СССР.
В 1953 году закончил инженерный факультет Военно-воздушной академии  имени Н. Е. Жуковского.
С 1953 года работал в испытательной авиации, осваивал МиГ-15 и МиГ-17.
В 1964 году присвоена квалификация летчика-испытателя 1 класса.
С марта 1967 года был командиром полка при Центре подготовки космонавтов ВВС, занимавшегося лётной тренировкой космонавтов.

#### Гибель
Погиб 27 марта 1968 года в авиакатастрофе вместе с Ю. А. Гагариным во время тренировочного полета на самолёте МиГ-15УТИ, в ходе которого выполнял обязанности инструктора.

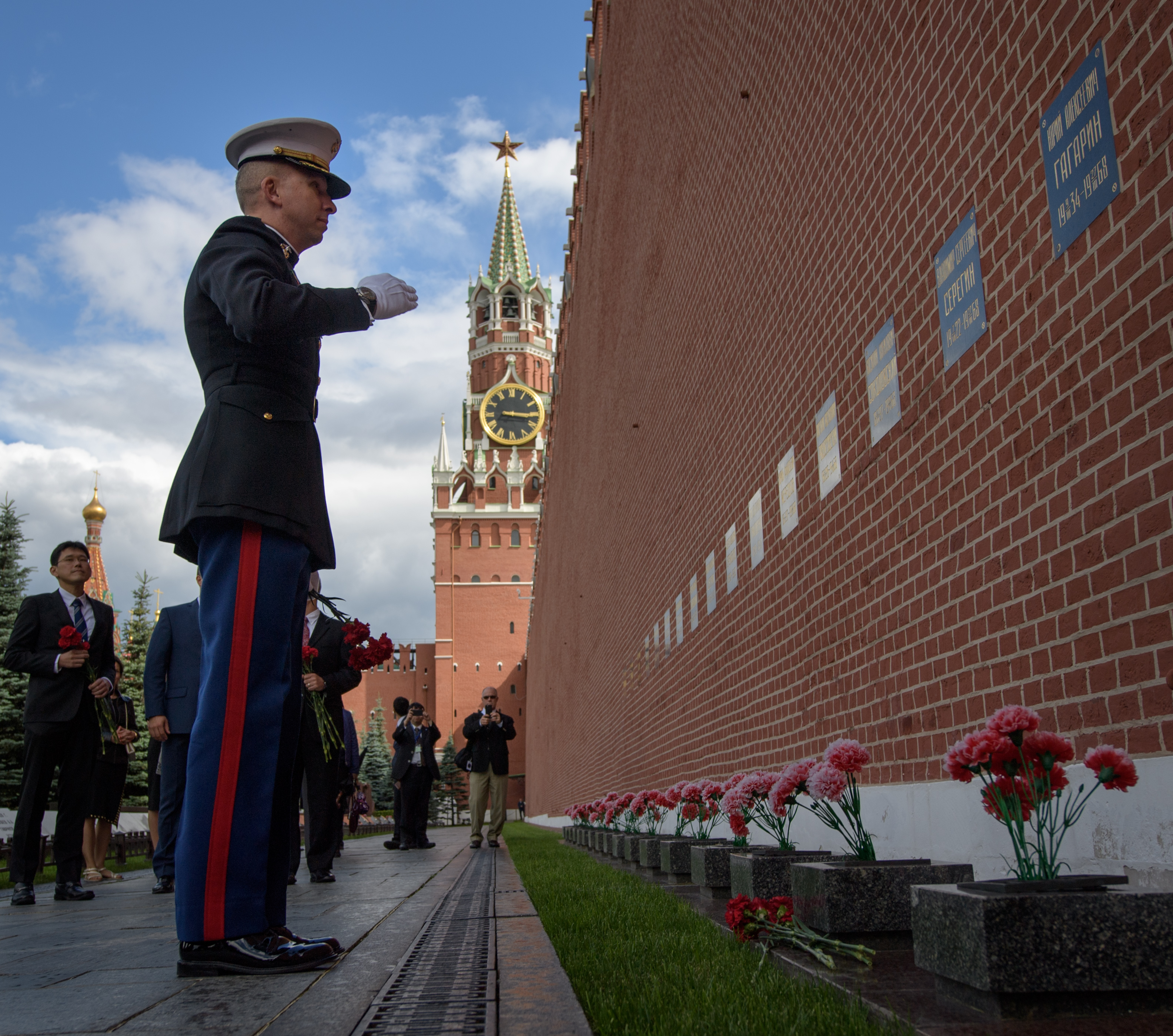

Урна с его прахом установлена в Кремлёвской стене на Красной площади в Москве.

## Награды
- Медаль «Золотая Звезда» Героя Советского Союза № 4990 (29.06.1945);
- орден Ленина (29.06.1945);
- два ордена Красного Знамени (30.05.1944, 20.09.1944);
- орден Отечественной войны 1-й степени (31.01.1945);
- орден Отечественной войны 2-й степени (23.05.1945);
- четыре ордена Красной Звезды (в том числе: 26.02.1944, 1955);
- медали:
  - «За боевые заслуги» (1950);
  - «За победу над Германией в Великой Отечественной войне 1941—1945 гг.»;
  - «Двадцать лет Победы в Великой Отечественной войне 1941—1945 гг.»;
  - «За взятие Будапешта»;
  - «За взятие Вены»
  - «За освобождение Белграда»;
  - «30 лет Советской Армии и Флота»;
  - «40 лет Вооружённых Сил СССР»;
  - «50 лет Вооружённых Сил СССР»;
  - «За безупречную службу» 1-й степени.

## Память
- В 1968 году имя В. С. Серёгина присвоено улице в  Москве в районе Военно-воздушной академии — улица Серёгина (бывший Пеговский переулок, расположенная рядом с Петровским путевым дворцом и окаймляющая с северной части расположенный вокруг него Петровский парк (метро Динамо).
- Именем В. С. Серёгина названы улицы в городах Ошмяны, Слуцк[4], Усолье-Сибирское (проезд Серëгина).